# Nostis perfecto

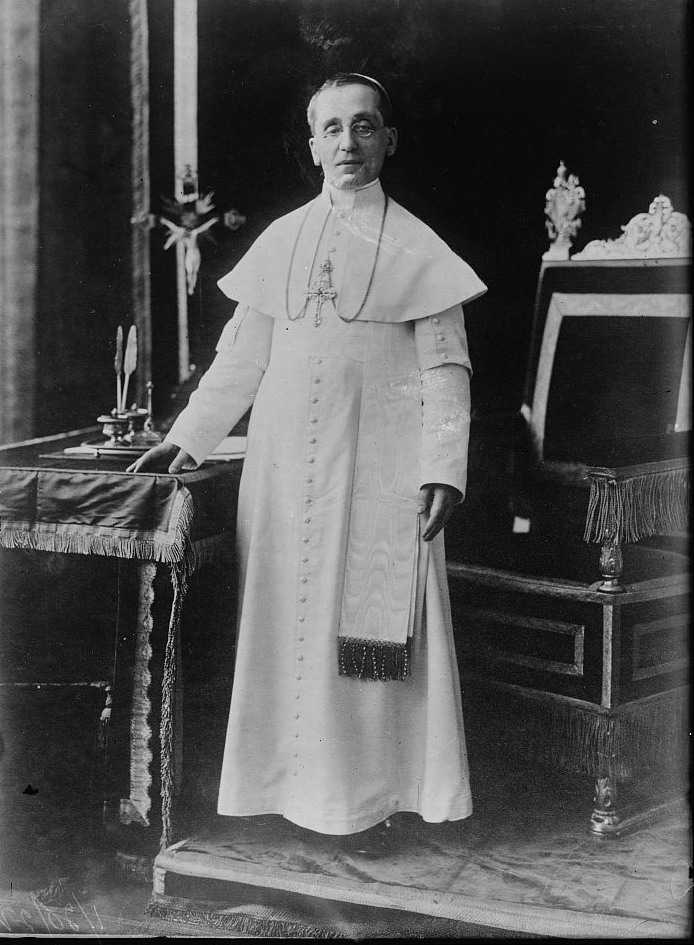
Paus Benedictus XV

Nostis Perfecto was een toespraak van paus Benedictus XV gehouden tot de kardinalen tijdens het geheim consistorie van 6 december 1915.
In deze toespraak sprak de paus opnieuw zijn zorg uit over de voortdurende strijd, die onder meer geleid had tot een bijna totale ondergang van de Armeense bevolking. Hij betreurde het dat de strijdende partijen niet waren ingegaan op zijn voorstellen om de oorlog te beëindigen en hij riep op om een oplossing voor de conflicten te zoeken via de dialoog, al dan niet met hulp van derden.
De beste mogelijkheid om te geraken tot vrede, zag de paus in een werkelijke dialoog:
Laat men van weerskanten, rechtstreeks of door tussen personen, van gedachten wisselen: late men zijn redenen en verlangens met oprechte goede wil en in onvertroebeld plichtsbesef eindelijk eens openlijk en duidelijk uiteenzetten en dan nauwkeurig wikken en wegen. Aanspraken die met de gerechtigheid niet stroken of die de maat te buiten zouden gaan stelle men ter zijde; de overige aanvaarde men, desnoods is het, zoals altijd bij verschil van mening onder mensen, dat door hun eigen menselijk oordeel moet worden uitgemaakt, een absolute noodzakelijkheid, dat de strijdende partijen van weerskanten enige punten laten vallen en van een of ander verhoopt voordeel afzien.
De paus beklaagde zich erover dat sommige landen de diplomatieke betrekkingen met de Heilige Stoel hadden opgezegd, temeer daar hem nu verwijten werden gemaakt door die landen, dat hij zijn oren vooral liet hangen naar die landen die nog wel bij de H. Stoel geaccrediteerd waren.
Ten slotte riep de paus op om te bidden en werken van boetvaardig- en barmhartigheid te verrichten, opdat die “rijk is in barmhartigheid” zo spoedig mogelijk een einde wil maken aan het lijden, waaronder het mensdom op het ogenblik gebukt gaat.